# نوجينت سلوتر
نوجينت سلوتر (بالإنجليزية: Nugent Slaughter)‏ (17 مارس، 1888 - 27 ديسمبر 1968) هو مُصمم مؤثراتٍ خاصّةٍ أمريكي، وفّر المؤثرات ودمج الأصوات لفيلم مغني الجاز الصادر سنة 1927. جهوده في هذا المشروع أكسبته ترشيحًا لجائزة جائزة الأوسكار لأفضل تأثيرات هندسيّة.

## وصلات خارجية
- نوجينت سلوتر على موقع IMDb (الإنجليزية)

.